# Церква святих верховних апостолів Петра і Павла (Поплави)
Церква святих верховних апостолів Петра і Павла в Поплавах — парафія і храм греко-католицької громади Підгаєцького деканату Бучацької єпархії Української греко-католицької церкви в селі Поплави Тернопільського району Тернопільської области.

## Історія церкви
Перша згадка про населений пункт Поплави датується 1855 роком, про що свідчить напис на кам'яному хресті в центрі села. Власної церкви тут не було, і жителі відвідували храм Святого Миколая в сусідньому селі Новосілка.
5 січня 1990 року 22 мешканці села ініціювали створення релігійної громади для будівництва церкви. Колгосп «Правда» виділив земельну ділянку, а 30 березня 1990 року сільська рада погодила це рішення. Перше богослужіння відбулося в березні 1990 року просто неба, під хрестом.
Будівництво церкви розпочалося у 1991 році та завершилося того ж року. Архітектором був Василь Зорик. У будівництві брали участь жителі села, а також місцевий колгосп «Правда». Наріжний камінь під будову благословив о. Микола Сухарський.
11 серпня 1991 року Статут парафії затвердив Верховний архиєпископ УГКЦ Мирослав Любачівський, а 22 жовтня того ж року громаду було офіційно зареєстровано як греко-католицьку. 16 вересня 2007 року храм освятив владика Бучацької єпархії Іриней Білик.
При парафії діють спільнота «Матері в молитві» та Вівтарна дружина (з 2007 року). На території парафії встановлено хрести та фігури святих верховних апостолів Петра і Павла.

## Парохи
- о. Микола Сухарський (1990—1994),
- о. Микола Мидляк (1995—2006),
- о. Руслан Ковальчук (2006—2012),
- о. Василь Стасів (з 25 серпня 2012).